# Lee Feigon
Lee Feigon (nacido el 13 de septiembre de 1945 en Tampa, Florida), es un historiador estadounidense especializado en el estudio de la historia china del siglo XX y el Tíbet.

## Biografía
Lee Feigon es licenciado por la Universidad de California en Berkeley, máster por la Universidad de Chicago y doctor en Historia de China por la Universidad de Wisconsin en Madison. Durante muchos años fue catedrático de Historia China y Presidente de la Sección de Estudios de Asia Oriental de la Facultad de Colby, entonces profesor adjunto de la Kellogg School of Management de la Northwestern University.
Actualmente es investigador asociado en el Centro de Estudios de Asia Oriental de la Universidad de Chicago.
En 1996 publicó Demystifying Tibet: Unlocking the Secrets of the Land of the Snows.
En 2002 publicó Mao: una obra de revisionismo histórico y reinterpretación, en el que trataba de resaltar los aspectos positivos de la política de Mao Zedong. El libro sirvió de base para un documental, The Passion of the Mao, que él mismo escribió, dirigió y financió.
Lee Feigon ha publicado artículos en The Wall Street Journal, Barron's, The Nation, The Chicago Tribune, The Atlantic y The Boston Globe.
Es miembro del consejo editorial de The Journal of Contemporary China.

## Publicaciones
- (en inglés) Ch'en Tu-hsiu and the Foundations of the Chinese Revolution, volume 1, 1977 OCLC 9383391
- (en inglés) Chen Duxiu: Founder of the Chinese Communist Party, Princeton University Press, Princeton, N.J., 1983, ISBN 0691053936 978-0691053936
- (en inglés) China Rising: the Meaning of Tiananmen, Ivan R. Dee, Chicago, 1990 ISBN 0929587308 978-0929587301
- (en inglés) Demystifying Tibet: Unlocking the Secrets of the Land of the Snows, Ivan R. Dee, 1996 ISBN 1566630894[5] 978-1566630894.
- (en inglés) Hong Kong and Tibet, ORIGINS. Current Events in Historical Perspective, juillet 1997
- (en inglés) Mao: a Reinterpretation, Ivan R. Dee, Chicago, 2002 ISBN 1566635225 978-1566635226